# Moise Kean
Bioty Moise Kean (n. 28 februarie 2000, Vercelli, Piemont, Italia) este un fotbalist italian, care joacă pe post de atacant la Fiorentina în Serie A. Pe plan internațional, are prezențe la națională pentru Italia U15⁠(d), Italia U16⁠(d), Italia U17⁠(d), Italia U19⁠(d), Italia U21⁠(d) și Italia.
Kean și-a început cariera cu Juventus în 2016, câștigând o dublă internă în primul său sezon cu clubul Juventus.